# Mastomys kollmannspergeri
Mastomys kollmannspergeri  (Petter, 1957) è un roditore della famiglia dei Muridi diffuso nell'Africa occidentale.

## Descrizione

### Dimensioni
Roditore di piccole dimensioni, con la lunghezza della testa e del corpo tra 118 e 166 mm, la lunghezza della coda tra 96 e 137 mm, la lunghezza del piede tra 24 e 29 mm, la lunghezza delle orecchie tra 15 e 20 mm e un peso fino a 160 g.

### Aspetto
Le parti superiori sono grigie, mentre le parti ventrali sono bianche, con la base dei peli grigia. La gola e la zona intorno ai genitali sono interamente bianche. La linea di demarcazione lungo i fianchi è netta. Le orecchie sono grandi ed interamente grigie. Il dorso delle zampe è ricoperto da lunghi peli bianchi. La coda è più corta della testa e del corpo, è scura sopra e brunastra sotto ed è ricoperta finemente di peli. Le femmine hanno 9-12 paia di mammelle. Il cariotipo è 2n=38 FN=40-41.

## Biologia

### Comportamento
È una specie terricola. Si rifugia in crepacci molto stretti.

### Riproduzione
La riproduzione può essere stagionale. Danno alla luce fino a 12 piccoli alla volta.

## Distribuzione e habitat
Questa specie è diffusa nel Niger centrale e sud-orientale, Ciad centrale e meridionale, Sudan meridionale, Nigeria nord-orientale e Camerun settentrionale.
Vive in molteplici tipi di habitat, dalle aree sabbiose, boscaglie intorno a campi coltivati, boscaglie periodicamente allagate e savane alberate.

## Conservazione
La IUCN Red List, considerata l'ampia distribuzione, l'abbondanza locale, la presenza in vari tipi di habitat e la mancanza di serie minacce, classifica M.kollmannspergeri come specie a rischio minimo (Least Concern).